# Yarnell
Yarnell é uma Região censo-designada localizada no estado americano de Arizona, no Condado de Yavapai.

## Demografia
Segundo o censo americano de 2000, a sua população era de 645 habitantes.

## Geografia
De acordo com o United States Census Bureau, a localidade tem uma área de 22,9 km², sem área coberta por água. Yarnell localiza-se a aproximadamente 1045 m acima do nível do mar.

## Localidades na vizinhança
O diagrama seguinte representa as localidades num raio de 48 km ao redor de Yarnell.